# ايدى اوشودى
ايدى اوشودى (14 يناير 1992 في المملكة المتحدة - ) (بالإنجليزية: Eddie Oshodi)‏ هو لاعب كرة قدم بريطاني في مركز الدفاع. شارك مع منتخب إنجلترا تحت 16 سنة لكرة القدم ومنتخب إنجلترا تحت 17 سنة لكرة القدم ومنتخب إنجلترا لكرة القدم C ‏. أما مع النوادي، فقد لعب مع روشدين ودايموندز وفوريست غرين ونادي واتفورد وسانت ألبانز سيتي وداغنهام وريدبريدج وهيميل هيمبستيد تاون.

## وصلات خارجية
- ايدى اوشودى على موقع قاعدة بيانات كرة القدم.إي يو (الإنجليزية)
- ايدى اوشودى على موقع Soccerbase.com (لاعب) (الإنجليزية)
- ايدى اوشودى على موقع Soccerway.com (الإنجليزية)